# Bari Sadri
Bari Sadri é uma cidade e um município no distrito de Chittaurgarh, no estado indiano de Rajastão.

## Demografia
Segundo o censo de 2001, Bari Sadri tinha uma população de 15,001 habitantes. Os indivíduos do sexo masculino constituem 51% da população e os do sexo feminino 49%. Bari Sadri tem uma taxa de literacia de 66%, superior à média nacional de 59.5%; com 60% para o sexo masculino e 40% para o sexo feminino. 13% da população está abaixo dos 6 anos de idade.